# Chondracanthus goldsmidi
Chondracanthus goldsmidi – gatunek widłonoga z rodziny Chondracanthidae. Nazwa naukowa tego gatunku skorupiaków została opublikowana w 2007 roku przez zespół biologów w składzie: Danny Tang, Melanie Andrews i Jennifer M. Cobcroft.